# George Raynor
George Sidney Raynor (Wombwell, 13 gennaio 1907 – Buxton, 24 novembre 1985) è stato un calciatore e allenatore di calcio inglese, di ruolo centrocampista.

## Carriera

### Allenatore

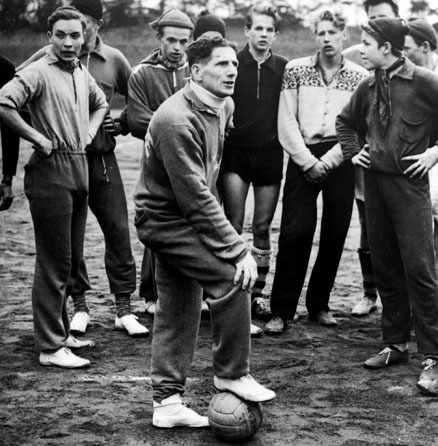
Raynor in veste di allenatore

Le prime gesta nelle vesti di allenatore le muove a Baghdad, durante la guerra, quando allena per due anni la Nazionale irachena; questa sua iniziativa fu punita dal presidente della Football Association, Stanley Rous, il quale costrinse Raynor ad abbandonare il suo lavoro lì per continuarlo nell'Aldershot, dove allenerà la squadra riserve.
Nel 1946 passa a ricoprire la carica di commissario tecnico della Nazionale svedese, con la quale 
riesce a vincere le Olimpiadi di Londra nel 1948. Vivrà ben tre periodi sulla panchina svedese, con il primo che termina nel 1954, dopo aver partecipato al Mondiale 1950, quando guidò la compagine scandinava verso un sorprendente terzo posto nel girone finale.
Subito dopo la prima esperienza da CT della Svezia, allena varie squadre del posto, per poi intraprendere avventure in Italia, prima una breve parentesi alla Juventus come direttore tecnico e osservatore e successivamente alla Lazio come allenatore, e in Inghilterra dove guida il Coventry City.
Nel 1956 riprende posto sulla panchina della Nazionale svedese, con la quale sfiora una clamorosa vittoria mondiale nel 1958, quando in finale vide la sua formazione andare in vantaggio per poi essere sconfitta per 5-2 dal Brasile di Pelé. Guida la Svezia anche tra il 1961 e il 1962.
Chiude la sua carriera di allenatore nel 1968, dopo aver guidato la formazione inglese del Doncaster.

## Curiosità
- Nel 1960 ha scritto anche un libro, Football ambassador at large.

## Palmarès

### Allenatore

#### Club
- Coppa di Svezia: 2

AIK: 1949, 1950

#### Nazionale
- Oro olimpico: 1

Londra 1948